# Denis Kramar
Denis Kramar (Murska Sobota, 7 novembre 1991) è un calciatore sloveno, difensore dell'Heiligenkreuz.

## Caratteristiche tecniche
Terzino destro, può svolgere il ruolo di difensore centrale.

## Carriera
Vanta 6 presenze nelle competizioni calcistiche europee.